# Insculturas da Fechadura
As insculturas da Fechadura são um vestígio arqueológico existente na vizinhança das localidades de Figueiredo e Santinha na freguesia de Figueiredo, concelho da Sertã. Trata-se de uma laje de xisto, localizada a cerca de 780 metros de altitude, num terreno que pertencia à altura da primeira referenciação a Sara Farinha. Aí se encontram incisos filiformes, quadrados, setas, caracteres pré-alfabetiformes, anagramas, vulvas e diversos outros signos.
A primeira referenciação foi feita pelos arqueólogos Filomena Gaspar e Carlos Batata, em 1996.

A Estação de Arte Rupestre da Fechadura encontra-se classificada como sítio de interesse público, conforme Portaria n.o 652/2014, publi- cada no Diário da República, 2.a série, n.o 150, de 6 de agosto.